# Joan Basseda i Casas
Joan Basseda i Casas (Vallvidriera, Barcelona, ca. 1928 - Vallirana, 15 de febrer de 2021) fou un joier de professió i un col·leccionista.

## Biografia
Joan Basseda fou un joier de professió i un col·leccionista de fotografies. Durant molts anys, va ser part activa de l'associacionisme local del municipi de Vallirana. Fou actor, director i president del Grup de Teatre del Casino Valliranenc, i també en fou membre de la Junta. A més, va ser membre de l'Associació Fotogràfica de Vallirana on també actuà com a vicepresident a la Junta. Posteriorment, va ser president de l'Associació de Jubilats i Pensionistes de Vallirana, on en fou el president honorífic fins a la seva mort.

## Col·lecció Joan Basseda Casas

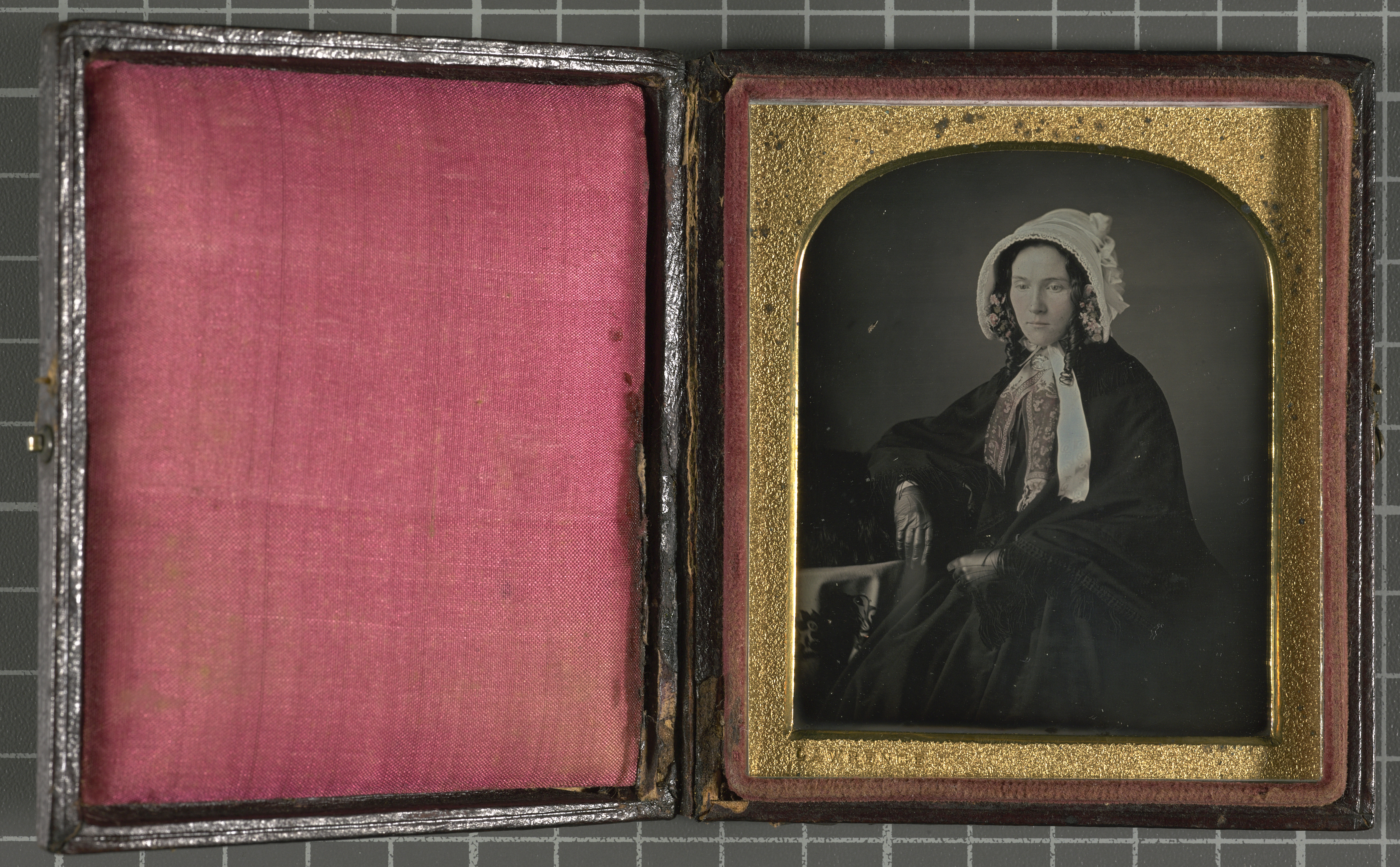
Daguerreotip d'un retrat d'estudi d'una dona jove, 1845-1850. Autor desconegut. (Col·lecció Joan Basseda Casas. CRDI.)

L'any 2001, l'Ajuntament de Girona, a través del Centre de Recerca i Difusió de la Imatge (CRDI), adquirí la col·lecció de daguerreotips, ambrotips i ferrotips de Joan Basseda. La col·lecció està formada per trenta-set objectes que contenen vuitanta-set imatges: vint-i-cinc daguerreotips, un d'ells estereoscòpic, onze ambrotips i cinquanta-un ferrotips. Es tracta d'un conjunt procedent en gran part de diverses localitzacions de l'estranger, ja que és constatable la producció d'un bon nombre de fotografies en ciutats americanes i angleses, i mostra continguts icònics majoritàriament consistents en retrats.
L'any 2021, va tenir lloc al centre de fotografia KBr, de la Fundació Mapfre, a Barcelona, una exposició de la col·lecció de daguerreotips del CRDI. La mostra, que portà com a títol La mirada captiva, estigué configurada per daguerreotips procedents, en la major part, de les dues col·leccions particulars del centre gironí: la de Joan Basseda i la d'Ángel María Fuentes de Cía. També, s'hi van incloure altres daguerreotips que no formaven part d'aquestes dues col·leccions i d'altres que provingueren de la col·lecció del Museu del Cinema de Girona, el qual també cedí altres objectes que van permetre explicar el context històric i la cultura de la imatge de l'època.